# Piotr González
Piotr González, znany również jako Elmo lub Telmo, hiszp. San Elmo lub San Telmo (ur. przed 1190 w Astordze w hiszp. Galicji, zm. 15 kwietnia 1246 w Tui koło Santiago de Compostela) – hiszpański dominikanin (OP), spowiednik Ferdynanda III Kastylijskiego, święty Kościoła katolickiego.
Nauki zdobywał u wuja, biskupa z Astorgi chcąc zyskać wyższe stanowisko w przyszłości. Będąc zbyt młodym otrzymał papieską dyspensę i został kanonikiem w Palencii w Kastylii. Po okresie modlitw, medytacji i doświadczenia nawrócenia wstąpił do zakonu św. Dominika. Wkrótce został znanym kaznodzieją. Głosił kazania nawołujące do krucjaty przeciw Maurom i towarzyszył św. Ferdynandowi w wyprawach przeciwko nim. Zreformował życie dworskie wokół króla. Nie chcąc już zaszczytów i łatwego życia opuścił dwór. Jego ambicją było trafienie do ludzi biednych. Resztę życia spędził przemierzając wybrzeża Hiszpanii szerząc ewangelizację wśród hiszpańskich i portugalskich żeglarzy.
W osiem lat po śmierci Piotra Gonzáleza jego kult w Hiszpanii zaaprobował Innocenty IV (1254), a rozszerzył go na cały Kościół katolicki Benedykt XIV 13 grudnia 1741 roku.
Św. Piotr jest patronem żeglarzy i orędownikiem w czasie złej pogody.
Patronuje również marynarzom, wioślarzom i wodniakom.
Jego wspomnienie liturgiczne obchodzone jest 14 lub 15 kwietnia.
W sztuce przedstawiany jest ze statkiem w ręku oraz z ogniem lub rozżarzonymi węglami.
Jako "San Elmo" nie należy go mylić ze św. Erazmem (zm. 303) zwanym również "Elmo" i wspominanym 2 czerwca.